# Masashi Owada
Masashi Owada (大和田 真史 Owada Masashi?), född 28 juli 1981 i Ibaraki prefektur, är en japansk före detta fotbollsspelare.
Owada började sin karriär 2004 i Mito HollyHock. Han spelade 197 ligamatcher för klubben. 2011 flyttade han till Tochigi SC. Han avslutade karriären 2013.